# DierAnimal
Pour les autres articles nationaux ou selon les autres juridictions, voir Animalisme.
DierAnimal est un parti politique belge animaliste et antispéciste fondé en 2018. Il aspire à une société éthique avec le respect de chaque individu, indépendamment de sa couleur, de son genre, de son âge, de son espèce. Il considère que tous les êtres vivants possèdent des droits naturels et qu'ils sont tous interdépendants[réf. nécessaire].

## Histoire
DierAnimal est fondé par Constance Adonis Villalon, Peter Verhaegen et Giuseppe Polito en 2017. Il s'inscrit dans un mouvement international et se considère comme le premier parti animaliste unifié, national et bilingue de son pays. Le parti participe pour la première fois aux élections belges le 26 mai 2019.
Le 25 mai 2020, le parti exclut son unique élue Victoria Austraet. Sans préciser la raison de ce choix, le parti fait état de « plusieurs situations problématiques mettant à mal les relations entre la mandataire et le parti lui-même ».

## Résultats électoraux
Le parti DierAnimal se présente pour la première fois aux élections simultanées du 26 mai 2019 en déposant 17 listes à travers le pays. À la faveur d'un groupement de listes, il obtient une élue dans le groupe linguistique français du parlement bruxellois, Victoria Austraet, avec 1 385 voix de préférence.

### Élections européennes
Résultats dans le collège germanophone.
| Année | Voix | %    | Rang | Sièges |
| ----- | ---- | ---- | ---- | ------ |
| 2019  | 606  | 1,49 | 7e   | 0 / 1  |

### Élections législatives fédérales
| Année | Voix   | %    | Rang | Sièges obtenus |
| ----- | ------ | ---- | ---- | -------------- |
| 2019  | 47 733 | 0,70 | 14e  | 0 / 150        |

### ÉlectionsRégion de Bruxelles-Capitale
| Année | Voix  | %    | Rang | Sièges obtenus |
| ----- | ----- | ---- | ---- | -------------- |
| 2019  | 5 113 | 1,32 | 9e   | 1 / 89         |